# Saint-Loup-Terrier
Saint-Loup-Terrier – miejscowość i gmina we Francji, w regionie Grand Est, w departamencie Ardeny.
Według danych na rok 1990 gminę zamieszkiwało 167 osób, a gęstość zaludnienia wynosiła 11 osób/km².